# Strigilla carnaria
Strigilla carnaria är en musselart som först beskrevs av Carl von Linné 1758.  Strigilla carnaria ingår i släktet Strigilla och familjen Tellinidae. Inga underarter finns listade i Catalogue of Life.
Höger och vänster klaff av samma exemplar:

Höger klaff
Vänster klaff